# Dick Wellstood

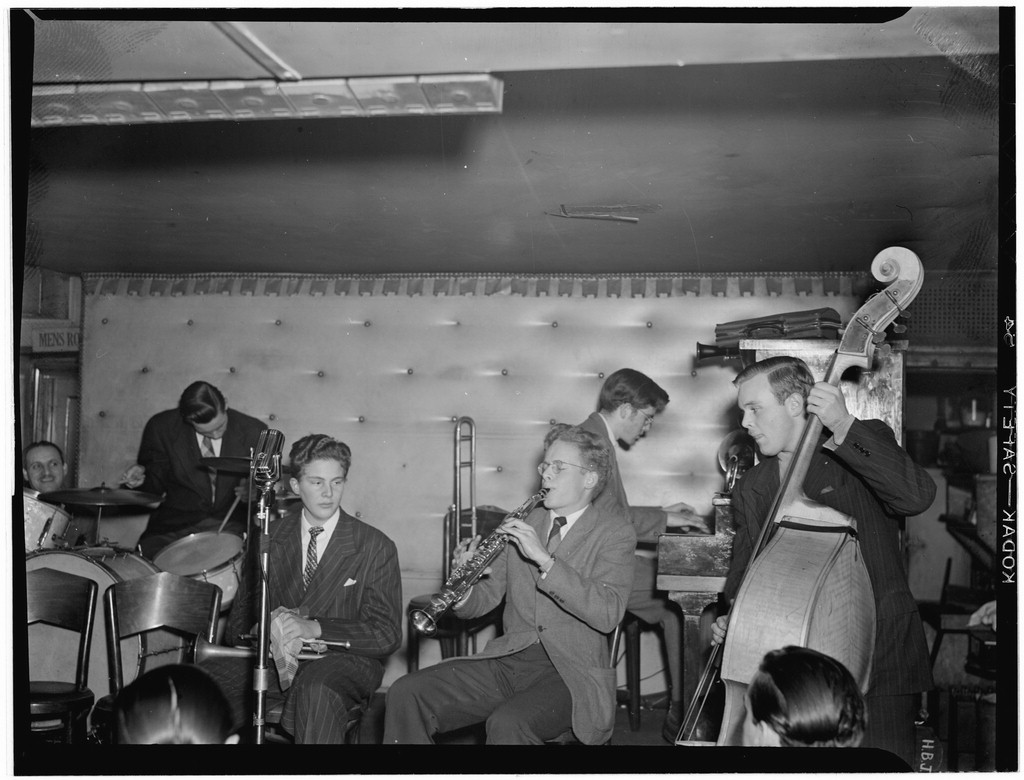
Bob Wilber, Johnny Glazel, Dick Wellstood, Charlie Traeger, and Ed Physe, Jimmy Ryan's (Club), New York, N.Y.

Richard MacQueen "Dick" Wellstood (Greenwich (Connecticut), 25 de noviembre de 1927 - Palo Alto, California, 24 de julio de 1987) fue un pianista estadounidense de jazz. Junto con Ralph Sutton, fue uno de los pocos músicos de stride piano en surgir en la década de 1940 durante la era del bebop.
Wellstood tocó con lo Wildcats de Bob Wilber en 1946 y se convirtió en uno de los pilares de la escena del trad jazz, tocando con Sidney Bechet en 1947 y en los años 50 con músicos como  Jimmy Archey, Conrad Janis, Roy Eldridge, Rex Stewart, Charlie Shavers y Eddie Condon.
Fue pianista en clubes de Nueva York como Metropole y Nick's entre los años 50 y 60. Tocó en 1965 con Gene Krupa en Sudamérica y se unió posteriormente a World's Greatest Jazz Band. También tocó a nivel local en la década de 1970 y estudió derecho, ejerciendo como abogado brevemente en los años 80. 
Entre 1980 y 1986, fue el pianista del restaurante Hanratty. Falleció de un ataque al corazón en 1987 con 59 años de edad. En el momento de su muerte trabajaba como pianista para el Bemelman's Bar del hotel Carlyle en Nueva York.